# Dante Maffia
Dante Maffia (Roseto Capo Spulico, 17 gennaio 1946) è un poeta, romanziere e saggista italiano.

## Biografia
È nato in Calabria e vive a Roma. Ha scritto opere in lingua italiana e in vernacolo calabrese tradotte in Numerose lingue.
Esordisce nel 1974 pubblicando la raccolta di versi, Il leone non mangia l'erba, con la prefazione di Aldo Palazzeschi. Le sue successive prove poetiche gli hanno portato la stima di grandi nomi, come Mario Luzi, Giorgio Caproni, Giacinto Spagnoletti, Natalia Ginzburg e Dario Bellezza (suo intimo amico). A lungo si è dedicato alla ricerca e all'insegnamento nell'ambito della cattedra di letteratura italiana del prof. Luigi Reina, presso l'Università di Salerno.
Ha fondato riviste letterarie di prestigio come "Il Policordo", e diretto "Polimnia". Come critico letterario ha collaborato inoltre col quotidiano "Paese Sera".
Il suo lavoro più importante è Il romanzo di Tommaso Campanella, del 1996 Premio Stresa 1997, Il suo ultimo romanzo si intitola Il poeta e lo spazzino, edito da Mursia e prefato da Walter Veltroni.
Dal 2013 è Presidente del Premio Vittoriano Esposito di Celano (Aq). Presiede anche altri concorsi letterari, come il premio dedicato a Giosuè Carducci e intitolato Dal Tirreno allo Jonio.
Nel 2004 Carlo Azeglio Ciampi lo ha insignito della medaglia d'oro alla cultura della Presidenza della Repubblica.
Lo scrittore è stato candidato al Premio Nobel dalla Regione Calabria.

## Premi e riconoscimenti
- 1984: Premio Nazionale Rhegium Julii di poesia[6],
- 1997: Premio Stresa di narrativa;[7][8]
- 2007: Premio Nazionale Rhegium Julii di poesia[6]
- 2010: Premio Corrado Alvaro;[9]
- 2014: Premio Alda Merini[10]
- 2013: Premio Le rosse pergamene, Targa Eccellenza italiana.[11]

## Onorificenze
Il 10 dicembre 2010 presso Palazzo Chigi a Roma, Dante Maffia viene insignito da Gianni Letta del Premio Giacomo Matteotti per la Letteratura Italiana.

## Opere

### Poesia e Narrativa
- Lo straccivendolo di Eros..., LPE, Cosenza 1967
- Il leone non mangia l'erba, R. Croce, Roma 1974
- Le favole impudiche, Laterza, Roma-Bari 1977
- Passeggiate romane, L. Capone, Cavallino di Lecce 1979
- L'eredità infranta, Quaderni di Hellas, Firenze 1981
- Caro Baudelaire, Lacaita, Manduria 1983
- Il ritorno di Omero, Periferia, Cosenza 1984
- Poesie alla Calabria, a cura di Dante Maffia, Periferia, Cosenza 1986
- A vite i tutte i jurne (la vita quotidiana), prefazione di Giacinto Spagnoletti, lit. di lauro, Roma 1987
- Poiemata, Ntante Maffia; metafrase Eirena Ioannidou Adamidou, Ekdoseis Domos, Athena 1988
- Antologia poetica, selección, introducción y traducción directa del italiano por Antonio Aliberti, Ediciones Calle Abajo, Buenos Aires 1990
- Corradino, Dante Maffia. Il denaro degli altri, Giampaolo Rugarli, A. Guida, Napoli 1990
- U ddìje poverìlle: poesie in dialetto calabrese, prefazione di Angelo Stella, All'Insegna del pesce d'oro, Milano 1990
- Walks in Rome, by Dante Maffia; translated into english by Georgina Gordon-Ham; revised by Sylvia Liberti; foreword by Luigi Fontanella, Gradiva, New York 1990
- La danza del adios, traduccion de Antonio Aliberti, Editorial Losada, Buenos Aires 1991
- L'educazione permanente: 1978-1985, Edizioni Casagrande, Bellinzona 1992
- La castità del male: 1986-1989, Casagrande, Bellinzona 1993
- I rùspe cannarùte: poesie in dialetto calabrese, (1990-1994), prefazione di Claudio Magris, All'insegna del pesce d'oro, Milano 1995
- Le donne di Courbet, Edizioni dell'Oleandro, Roma 1996
- Il romanzo di Tommaso Campanella, Spirali, Milano 1996; con prefazione di Corrado Calabrò, Rubbettino, 2006
- Lo Specchio Della Mente, Prefazione di Nelo Risi. edizione:Crocetti aprile 1999
- Lo sport al femminile in Italia, Il Chiostro, Benevento 1999
- Papaciòmme, Marsilio, Venezia 2000
- Possibili errori, Fermenti, Roma 2000
- Canzoni d'amore di passione e di gelosia, presentazione di Luigi Reina, Pagine, Roma 2002
- La regina dei gatti: racconto, M. Pacini Fazzi, Lucca 2002
- La biblioteca d'Alessandria, Lepisma, Roma 2003
- Di Rosa e di rose, Paideia, Firenze 2004
- Un lupo mannaro, prefazione di Marco Rossi, M. Pacini Fazzi, Lucca 2004
- Mi faccio musulmano, Lepisma, Roma 2004
- Ultimi versi d'amore, Lepisma, Roma 2004
- Diario andaluz = Diario andaluso, edictîon y traducción de Carmelo Vera Saura, ArCiBel Editor, Sevilla 2005
- Risalendo il Danubio, Lepisma, Roma 2005
- Al macero dell'invisibile (17 gennaio 1996-15 febbraio 2004), prefazione di Remo Bodei, Passigli, Antella, Bagno a Ripoli 2006
- Il corpo della parola, Lietocolle, Faloppio 2006
- Il poeta e lo spazzino, prefazione di Walter Veltroni, Mursia, Milano 2008
- Milano non esiste, Hacca, Matelica 2009
- La donna che parlava ai libri, Edilet, Roma 2010
- Abitare la cecità, Lepisma, Roma 2011
- Poesie torinesi, Lepisma, Roma 2011
- I racconti del ciuto, Kaleidon, Reggio Calabria 2011
- San Bettino Craxi e altri racconti, prefazione di Alberto Bevilacqua, EdiLet, Roma 2011
- Sbarco clandestino, introduzione Lina Sergi; prefazione di Nicola Merola, Tracce, Pescara 2011
- Sette donne per fare un uomo intero: racconti di donne e sulle donne, Città del sole, Reggio Calabria 2011
- La strada sconnessa, prefazione di Enrico Ghidetti, Passigli, Bagno a Ripoli 2011
- Gli italiani preferiscono le straniere, Perrone, Roma 2012
- La casa dei falconi. Poesie 1974-2014, prefazione di Luca Benassi, puntoacapo Editrice, Pasturana 2012
- Io: poema totale della dissolvenza, Edilet-Edilazio letteraria, Roma 2013
- Neve in sogno, Iiriti, Reggio Calabria 2013
- Monte Sardo: romanzo, Rubbettino, Soveria Mannelli 2014
- Bollori: fantasie e perversioni in cucina, Ianieri, Pescara 2017
- Elegie materane, Lepisma, Roma 2016
- Vorrei morire a Matera, Lilit Books, Montescaglioso 2018
- Profumo di Murgia, Il Convivio, Catania 2019
- Ritorno a Reggio: poesie, prefazione di Giuseppe Bova, Città del sole, Reggio Calabria 2019
- Teatro, La Mongolfiera, Doria di Cassano allo Ionio
- La felicità del disordine, Editore Pellegrini 2019
- Visita a casa Gozzano, plaquette da una poesia, con una foto di Claudio Cravero e un aforisma critico di Ugo Magnanti (Anzio, FusibiliaLibri, 2021)

### Saggi e curatele
- La poesia al suo culmine: note su testi di Giuseppe Selvaggi, Trevi, Roma 1974
- I colori della vita nella narrativa di Giorgio Saviane, presentazione di Dario Bellezza, Lunarionuovo, Acireale 1985
- Forme espressive e radici nella narrativa di Gina Lagorio, Lunarionuovo, Catania 1985
- Antonio Altomonte: narratore, prefazione di Luigi Reina, Edisud, Salerno 1989
- Narratori calabresi: antologia, a cura di Dante Maffia; prefazione di Giacinto Spagnoletti, Abramo, Catanzaro 1994
- La barriera semantica: sulla poesia in dialetto del Novecento, Scettro del Re, Roma 1996
- Leonida Rèpaci, Poesie, antologia a cura di Dante Maffia, Rubbettino, Soveria Monnelli 1999
- Tommaso Campanella, Le poesie, a cura di Dante Maffia; prefazione di Enzo Mandruzzato, Sistema bibliotecario Vibonese, Vibo Valentia 1999
- Poesia a Lucca: antologia poetica, a cura di Dante Maffia, M. Pacini Fazzi, Lucca 2002
- Poeti italiani verso il nuovo millennio, Edizioni Libreria Croce: Scettro del re, Roma 2002
- Poesia all'Alto Jonio: antologia poetica, a cura di Dante Maffia, Leonardo Odoguardi, Maria Pacini Fazzi, Lucca 2004
- Luciano Luisi, Tutta l'opera in versi: 1944-2015, a cura e con un saggio di Dante Maffia, introduzione di Giuseppe Langella, Nino Aragno editore, Torino 2016